# Leila Ouahabi
Leila Ouahabi El Ouahabi (en arabe : ليلى الوهابي), née le 22 mars 1993 à Mataró (Espagne), est une footballeuse internationale espagnole, qui joue au poste d'arrière gauche à Manchester City.

## Biographie
Née à Mataró de parents marocains, Leila Ouahabi débute le football à l'UE Vilassar de Mar, un club situé non loin de Barcelone.

### Carrière en club
Après avoir joué une première année première division espagnole avec FC Barcelone, elle rejoint Valence en 2013, où elle reste jusqu'en 2016, avant de revenir à Barcelone.
Le 8 juin 2022, elle signe avec Man City.

## Carrière internationale
Elle fait ses débuts internationaux le 4 mars 2016, lors d'un match amical contre la Roumanie à Mogoșoaia.
Son premier but international s'avère être le but gagnant lors de la finale de l'Algarve Cup 2017 contre le Canada.

## Palmarès

### En club
- FC Barcelone
  - Ligue des Champions : 2021
  - Championnat d'Espagne : 2012, 2013, 2020, 2021 et 2022
  - Coupe d'Espagne : 2011, 2013, 2017, 2018, 2020 et 2021
  - Supercoupe d'Espagne : 2020
  - Coupe de Catalogne : 2010, 2011, 2012, 2016, 2017, 2018 et 2019

### En sélection
- Vainqueur de l'Algarve Cup en 2017